# مدينة صفاقس العتيقة
مدينة صفاقس العتيقة هي إحدى المدن العتيقة في البلاد التونسية. تأسّست في أواسط القرن التاسع ميلادي على يد علي بن أسلم البكري، زمن حكم الدولة الأغلبية في إفريقية.
تعتبر أقدم جزء من مدينة صفاقس، وهي محاطة بسور تاريخيّ يعتبر السور الوحيد المتواصل في كامل البلاد التونسية، إذ لا يمكن دخول المدينة إلاّ من أحد أبوابها ومداخلها الخمسة عشر.

## التاريخ

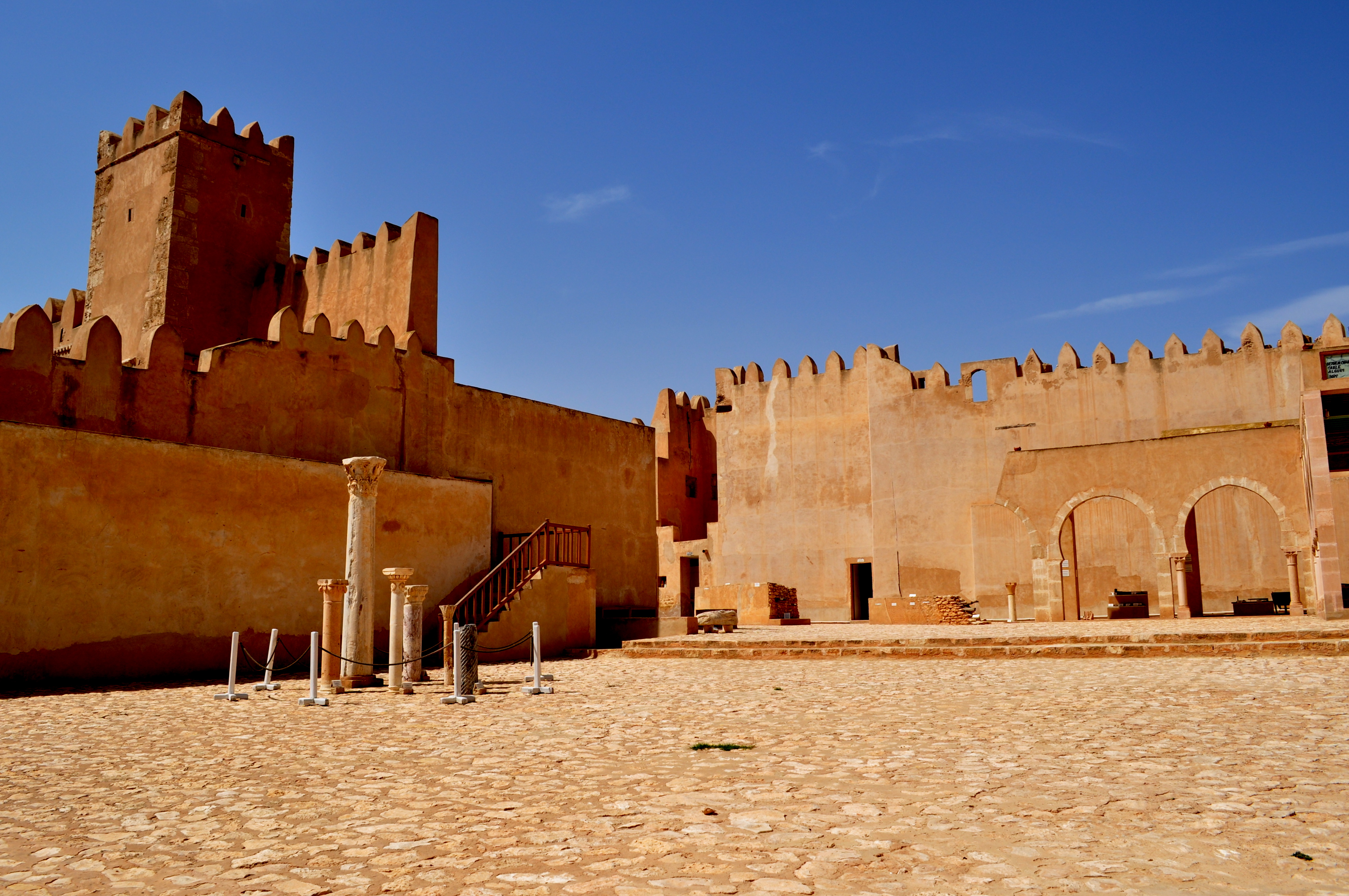
متحف القصبة حاليا، أو ما كان يعرف ببرج صفاقس

### ما قبل التأسيس
تتحدّث المصادر التاريخية عن وجود مدينة رومانية بالمنطقة التي تقع فيها صفاقس حاليا تدعى تبرورة. لكن عدم العثور على المعالم الكبرى التي ميزت المدن الرومانية رجّح أن تكون مدينة صفاقس قد شيّدت فوقها.
في أواسط القرن التّاسع ميلادي، توجّه الأغالبة الذين استأثروا بالحكم في إفريقية نحو تدعيم سواحل المنطقة بالحصون والرباطات، ومن ذلك اتّخذوا برج صفاقس، الّذي قد يكون أنشئ في عهدهم كأحد هذه الرّباطات وبتطوّر الحياة حول هذا البرج قرّر الأغالبة تأسيس مدينة صفاقس.

### الإنشاء

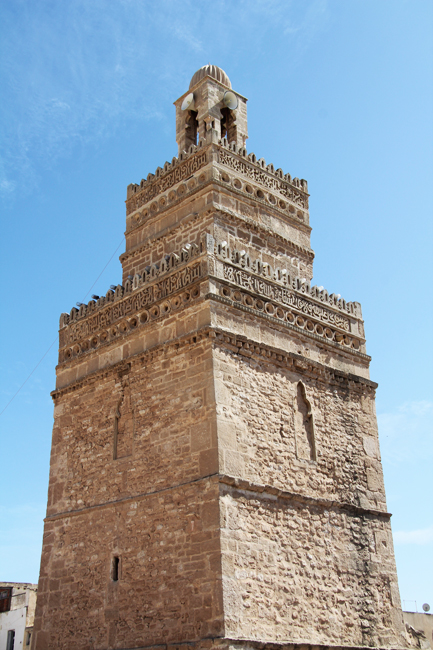
الجامع الكبير بصفاقس

لئن لم تكشف المصادر التّاريخيّة المتضاربة تاريخا دقيقا لبناء سور مدينة صفاقس، فإنّها تؤكّد أنّ ذلك تمّ في منتصف القرن التّاسع ميلادي، كما تؤكّد أنّ من اختطّ سور المدينة بشكله الحاليّ كان علي بن أسلم البكري الّذي ولاه الحكام الأغالبة القضاء في جهة صفاقس. وقد اختطّ المدينة تخطيطا عربيا مشابها لمدينة الكوفة العراقية، وهي إحدى أولى الحواضر الّتي أنشأها العرب بعد بزوغ نجم دولتهم.
وفي هذا التّخطيط، بُني سور يحيط بالمدينة الحديثة بطول 600 م وعرض 400 م، ووضعت له بوابتان فقط، واحدة في الشمال باب الجبلي والأخرى في الجنوب باب الديوان المعروف أيضا بباب بحر. وبني الجامع الكبير في وسط المدينة تماما، كما يرجّح بناء الفسقيّة جوار السّور في هذا العصر. وقد استعملت في البناء الأحجار الّتي أخذت من مواقع أثريّة رومانيّة قديمة محيطة بموقع المدينة، كانت أكبرها طينة وبطرية، قد تكون قد هُجرت في ذلك الزّمن. كما تشير بعض المصادر إلى أنّ سور صفاقس قد بني أوّلا بالطّين والطّوب سنة 849 م ثمّ أعيد بناؤه بالكلس والحجارة سنة 859 م.

### في العهد الفاطمي
بسقوط الدولة الأغلبية على أيدي الفاطميين وتحول حكم إفريقية لهم، شهدت صفاقس أوّل محنة منذ تأسيسها، إذ هوجمت من قبل حاكم صقلية أحمد بن قهرب الموالي للعباسيين (كما كان الأغالبة مواليين للعباسيين) الّذي حاول استرداد سواحل إفريقية من الفاطميين، فهاجم عددا من المدن كانت من بينها صفاقس سنة 914 م، فنشب قتال بين الغزاة والسكان المحليين انتهى بانتصار الجيش الصّقلّي وتخريب للمدينة كعقاب لسكانها. لكنّ الفاطميين سرعان ما استعادوا السيطرة على المدينة بعد ذلك.
ورغم ذلك، فلم يستسغ أهل صفاقس المذهب الشيعي الإسماعيلي الّذي أتت به الدّولة الجديدة، فبقوا على مذهبهم السّنّي المالكي الّذي دعّمه في ذلك العهد وجود عالم جليل بالمنطقة هو أبو إسحاق الجبنياني. وأدّى هذا النّفور كذلك إلى انضمام صفاقس إلى ثورة صاحب الحمار الّتي كادت أن تقضي على الدولة الفاطمية.

### في العهد الزيري
بعد انتقال مركز الحكم الفاطمي إلى القاهرة بدلا عن المهدية، قرّر الولاة الصنهاجيون الاستقلال عن حكم الفاطميين والعودة إلى المذهب السني في فترة لاحقة، وهو ما دفع الفاطميين للانتقام بإرسال قبائل عربية كانت تقيم جنوب مصر إلى إفريقية فعاثت فيها فسادا. وبتخريب إفريقية، دخلت البلاد في اضطرابات وانقسامات طويلة بعد تخريبها، ومن جملة الاضطرابات أن استقلّ بعض الولاّة من قبيلة بورغواطة البربرية بالمدينة عن السلطة المركزية وخاضوا حروبا عديدة معها دامت 40 سنة انتهت باسترجاع الصّنهاجيين لها سنة 1099 م.
وحتّى بعد عودة البلاد للسّلطة المركزية لم تهدأ الأوضاع، فعاشت عددا من الثّورات والاضطرابات. ورغم كلّ هذه الاضطرابات، فقد شهدت صفاقس في فترة حكم الصّنهاجيين نهضة فكرية ومعمارية مهمّة. ومن أبرز التّغييرات التي طرأت على المدينة في هذا العهد تحسينات لافتة في الجامع الكبير أثناء حكم الأمير الصّنهاجي أبي الفتوح المنصور في سنة 988 م.

### الغزو النورماني
في أواخر دولة الصنهاجيين، تعرضت الدولة إلى غزو جديد كان أوّل غزو غير إسلامي يطال مدينة صفاقس منذ تأسيسها، وكان هذا غزو النورمان الصليبيين الذي قدم من صقلية سنة 1156 م. دام خضوع صفاقس للنورمان 8 سنوات ثارت بعدها ضدهم مضحية بذلك بشيخها أبي الحسن الفرياني الذي أعدمه النورمان عند استقلال صفاقس عنهم. وبقي ابنه قائد الثّورة عمر الفرياني يحكم المدينة إلى حين قدوم الموحدين من المغرب.

### في العهد الموحدي
لم يكن حال صفاقس في العهد الموحدي أفضل من سابقه الصنهاجي، فقد شهدت البلاد عديد الثّورات والاضطرابات والمعارك. ولم تهدأ الأوضاع إلاّ بعد حملة الأمير الموحدي محمد الناصر سنة 1204 م الّتي أنهى بها وجود بني غانية، سبب كلّ هذه القلاقل. وبعد استقرار الأوضاع واستتباب الأمر للموحّدين، أمر الناصر ببناء مواجل لشرب أهلها، وقُدّر أنّ ماجلا واحدا يكفي لشرب أهل المدينة كلّ يوم، فتمّ بناء 366 ماجلا بعدد أيّام السّنة في مكان خارج المدينة سمّي بالنّاصريّة نسبة إلى الأمير الموحّدي. ورغم اضطراب الأوضاع عموما في فترة الموحّدين إلاّ أنّ المدينة عرفت تطوّرا لمعمارها وترميما لمنشآتها.

### في العهد الحفصي
بعد استقلال الحفصيين عن دولة الموحدين وإعلان تونس عاصمة لهم لأوّل مرّة في تاريخ البلاد، ساندت صفاقس هذا التحول، ورضخت للحكّام الجدد بعد اضطرابات قليلة شملت البلاد.
في فترة الحفصيين خسر المسلمون مناطق مهمّة من الأندلس حتّى انسحبوا منها تماما، ومع كلّ هزيمة وانسحاب كانت وفود من المورسكيين تفد على تونس وتستقرّ بها، وكانت صفاقس من بين المدن التي أستقرّوا بها وأثّروا في معمارها وثقافتها وفكرها. ومن بين العائلات الأندلسية التي استقرّت بالمدينة نذكر عائلة الشرفي التي أنجبت أجيالا من رسامي الخرائط ثمّ من الفقهاء ووجهاء الدّين في فترة لاحقة، وعائلة المنيف التي اشتهرت بأعمال البناء وعائلة الزّغل الّتي تنتسب إلى الأمير أبي عبد الله محمد الزغل.
ولكن مع خسارة صفاقس لغابات الزيتون الّذي كان -ومازال- ركيزة اقتصاد المدينة، تحوّل نشاط سكّانها الأوّل نحو التّجارة البحرية، وقد اعتمد سكّانها في هذا النّشاط على مجموعة الخرائط آنفة الذّكر، خاصّة منها خرائط على بن أحمد الشّرفي الّتي أنجزها في القرن 16.

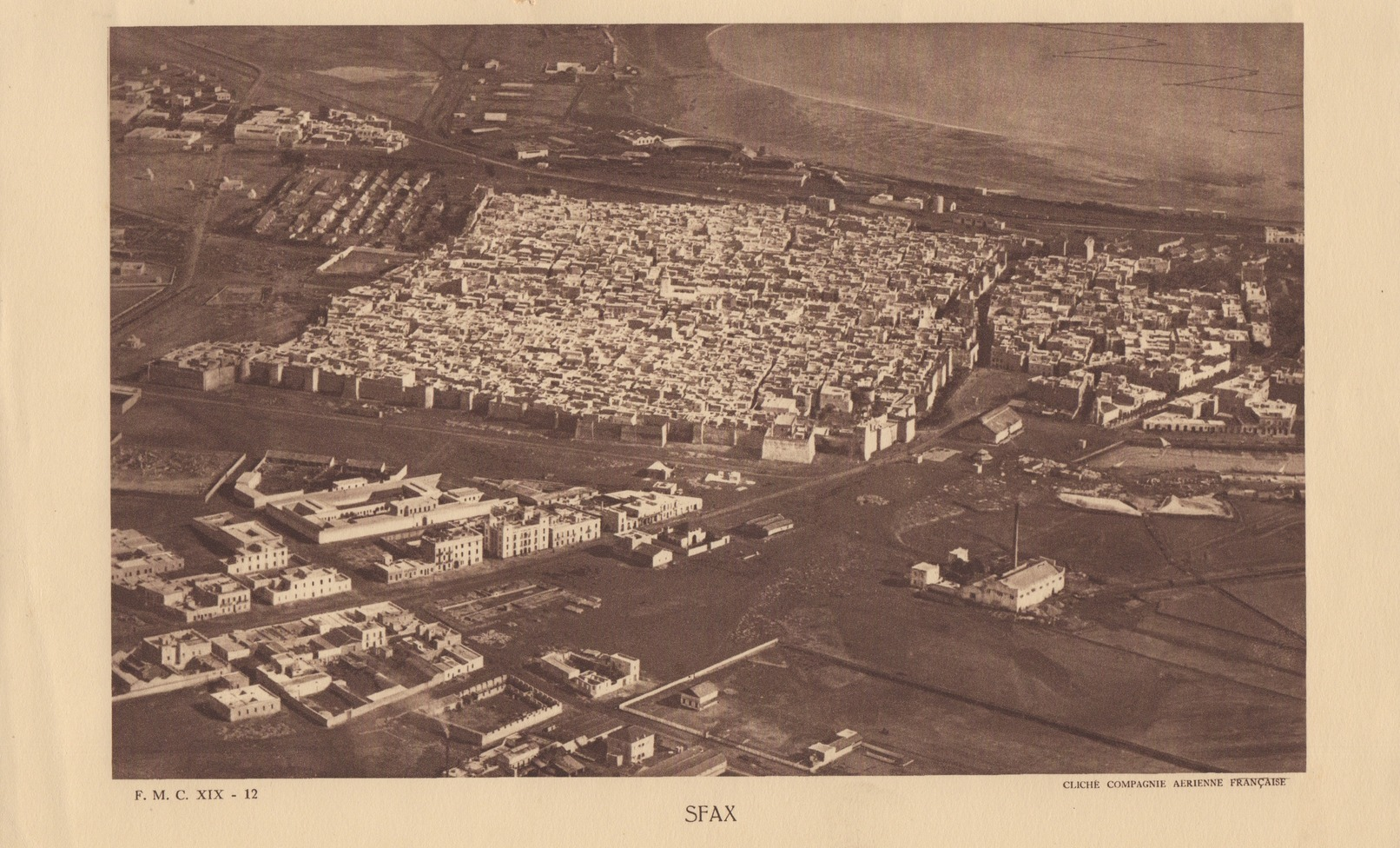
مدينة صفاقس في القرن العشرين

### في العهد العثماني
في بداية العهد العثماني عرفت صفاقس استقرارا عموما، وأصبح بها ممثّلان للحكومة المركزيّة هما الوالي والآغا الّذي يقود العسكر ويرابط معه في القصبة.

#### مع البايات المراديين
عرفت صفاقس في عهد المراديين نهضة فكرية مهمّة وظهر عدد من الشيوخ والعلماء فيها أبرزهم أبو الحسن الكراي وبعده علي النوري الذي قاد الحركة الجهادية ضدّ الاحتلال الصليبي لفرسان القديس يوحنا بمالطا الذين طمعوا في احتلال السواحل التونسية. وقد قام هذان العالمان بتأسيس مدارس ونشر العلم في المدينة حتّى أصبحت مقصدا لطالبيه من كلّ مكان.

#### مع البايات الحسينيين
في هذه الفترة شهدت صفاقس نموّا ديمغرافيّا وعمرانيّا وحضاريّا واضحا، وضاقت بسكّانها حتّى بدؤوا مغادرة الأسوار والاستقرار خارجها، شمالا وجنوبا.
ولكن هذه الفترة شهدت كذلك معارك مهمّة لحماية مصالح المدينة في المتوسّط، ونذكر منها معركة رأس المخبز التي نشبت بين صفاقس والبندقية سنة 1747، وحرب الدّولة الحسينية ضدّ البندقية كذلك بسبب إحراق البندقية لسفينة صفاقسية أصابها الطّاعون. ورغم الاحتياطات التّي وقع اتّخاذها لتفادي الإصابة بالوباء، فقد انتقل إليها عبر التجارة البحرية من الإسكندرية سنة 1784 فقضى على ما يناهز 15 ألف شخص من بينهم علماء كبار مثل القاضي عبد السلام بن عبد العزيز الفراتي والمفتي العالم حسن بن أحمد الشرفي والإمام الفقيه الطيب بن محمد الشرفي والشاعر والأديب الشيخ الطيب بن علي ذويب والقاضي محمد المصمودي.
كما كُتب في فترة حكم الحسينيين مرجع مهمّ يحدّثنا عن تاريخ صفاقس في هذه الفترة هو كتاب نزهة الأنظار في عجائب التواريخ والأخبار لصاحبه محمود مقديش.

### الاحتلال الفرنسي
مع قدوم الفرنسيّين المحتلّين سنة 1881 إلى تونس، رفضت عدّة مدن الخضوع واختارت سبيل المقاومة والجهاد. ومن هذه المدن صفاقس التي بقي أهلها يدافعون عنها لأكثر من شهرين بعد توقيع الباي لمعاهدة الحماية مع الفرنسيين.
فبينما كان علي بن خليفة النفاتي يقود جنده للدفاع عن المدينة من الخارج، كان سكانها يناضلون من الدّاخل بقيادة محمد كمون. وبرفض المدينة للاستسلام واستبسال جندها في الدفاع عنها استعمل الأسطول الفرنسي المرابط قبالتها المدفعية الثقيلة فسبب أضرارا كبيرة لسورها وسقطت قذائف المدافع على الجامع الكبير كذلك.
ويوم 16 جويلية 1881 دخل الجنود الفرنسيون المدينة ليبدأ بذلك احتلال دام 75 سنة، فسيطر جندرمية الفرنسيين على كلّ المراكز الحيوية بها، فاتخذوا مثلا القصبة مقرا لهم، ودنّسوا الجامع الكبير واتّخذوا صحنه اسطبلا لخيولهم.
ومع قدوم الفرنسيّين وتقنياتهم، فقدت المدينة العتيقة إشعاعها على حساب مدينة أوروبية جديدة أنشأها الغزاة شمالها، فأصبحت مركزا لكلّ معاملاتهم وبناءاتهم وحركتهم الاقتصادية، وأصبحت المدينة العتيقة تعرف باسم «بلاد العربي».

## معالم المدينة
تحتوي المدينة العتيقة بصفاقس على عدد كبير من المعالم بنيت في فترات مختلفة من تاريخها الحافل، وفي ما يلي جرد لأهمّها:

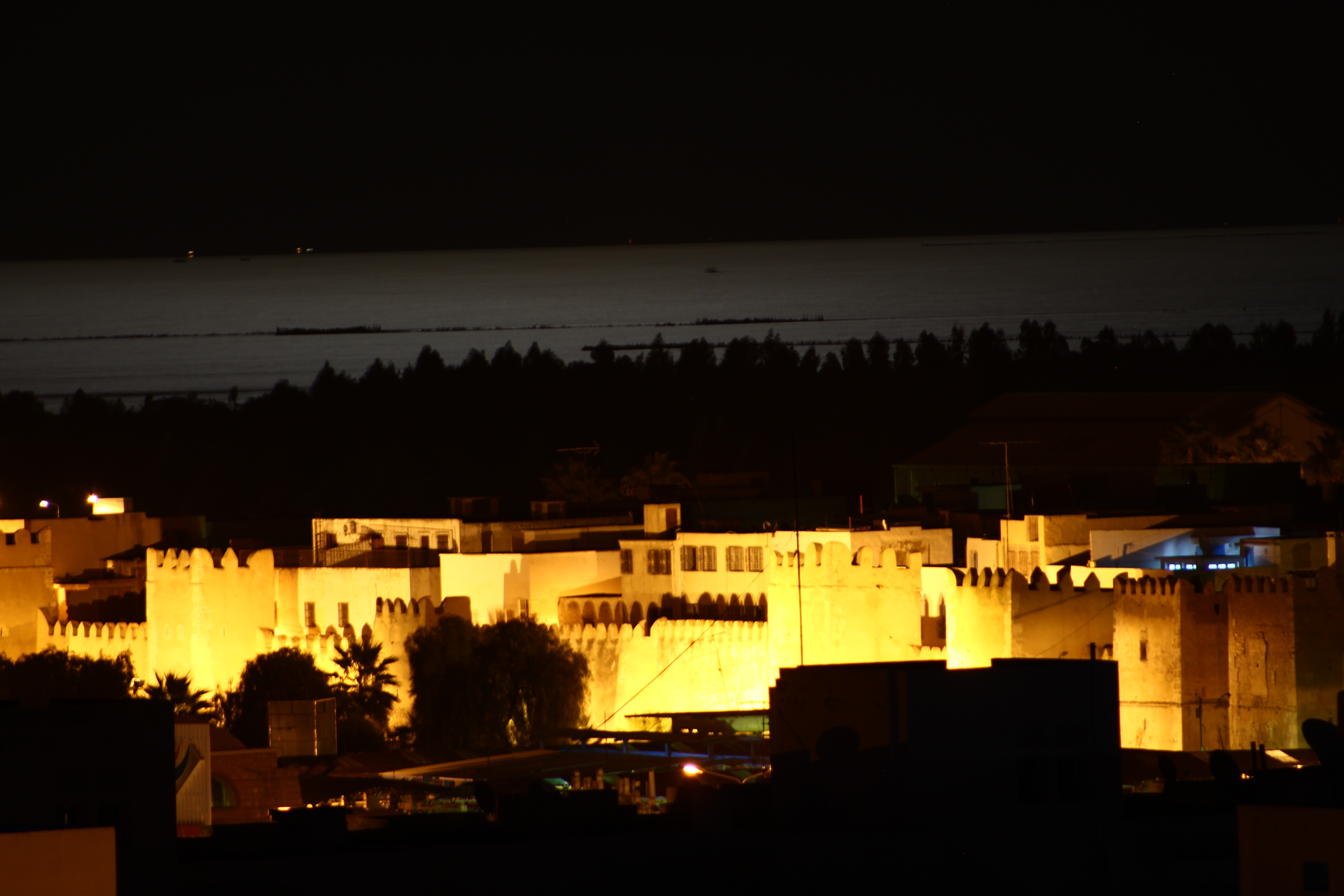
جزء من سور مدينة صفاقس العتيقة ليلا

### السّور
سور المدينة مستطيل الشكل، طوله حوالي 600 م وعرضه 400 م، يصل ارتفاعه إلى 12 م، ويعتبر السور الوحيد الكامل في تونس.

#### أبوابه
أصبح للسّور 15 مدخلا اليوم، أحدث آخرها في ستينات القرن 20، وهذه المداخل هي:
- 4 مداخل في مستوى باب الديوان، بينها البوابة التاريخية للمدينة في أقصى يسار من يواجه هذه المداخل وهي باب بحر، حيث يمكن رؤية بابه القديم إلى اليوم
- مدخل في مستوى باب الجبلي، وهو بوابة تاريخية كذلك وما تزال أبوابها موجودة
- مدخلان في مستوى باب الجلولي، ويدعى كذلك باب الجبلي الجديد، وأدت تسمية هذا الباب إلى بروز خلط لدى العامّة الّذين يعتقدون أنّ هذا هو باب الجبلي
- مدخلان في مستوى باب القصبة
- الباب الشرقي
- مدخلان في مستوى الباب الغربي
- باب القصر
- باب برج النار
- مدخل «دروج الديماسي» المؤدّي إلى نهج الباي

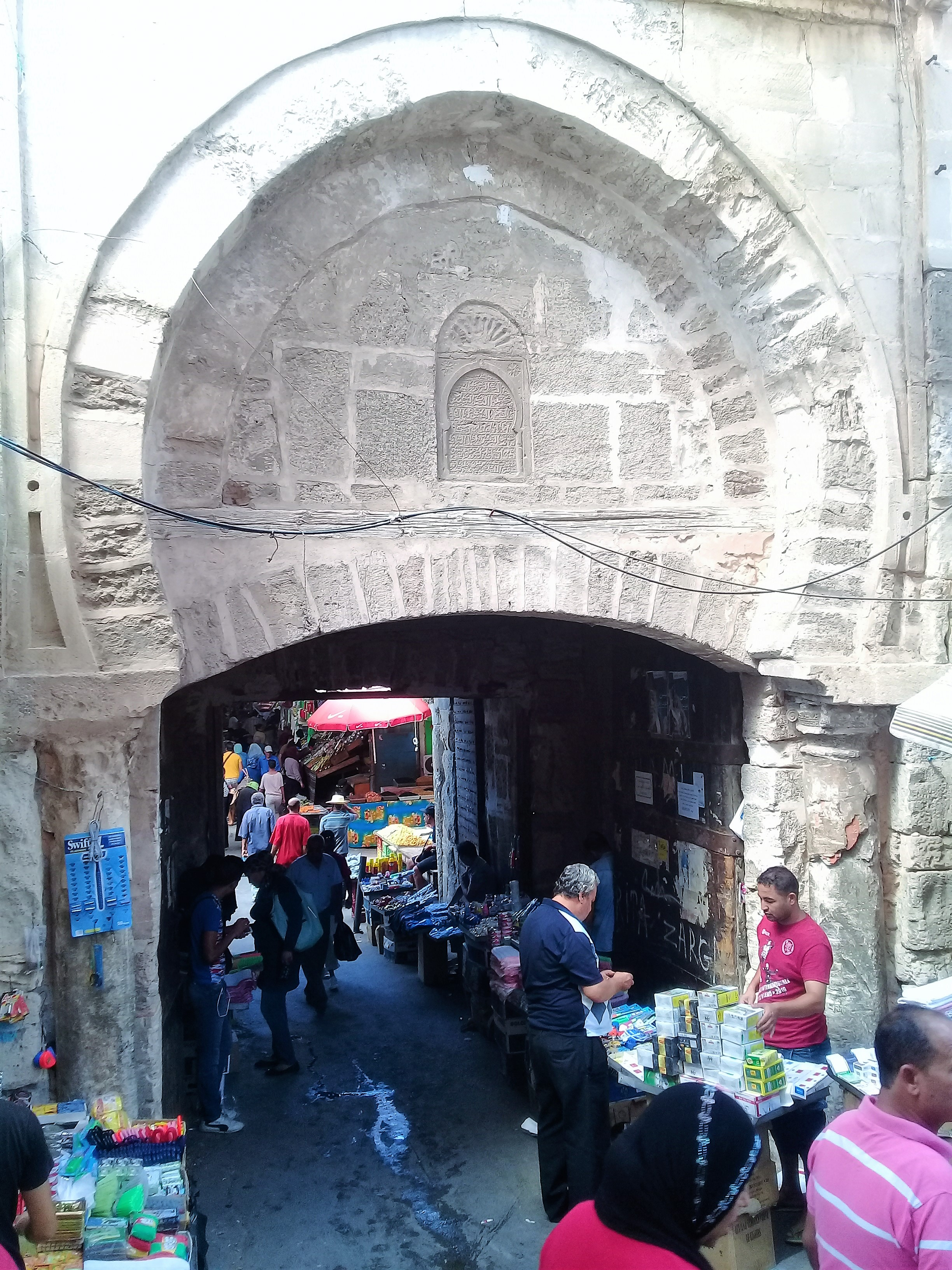
باب الجبلي
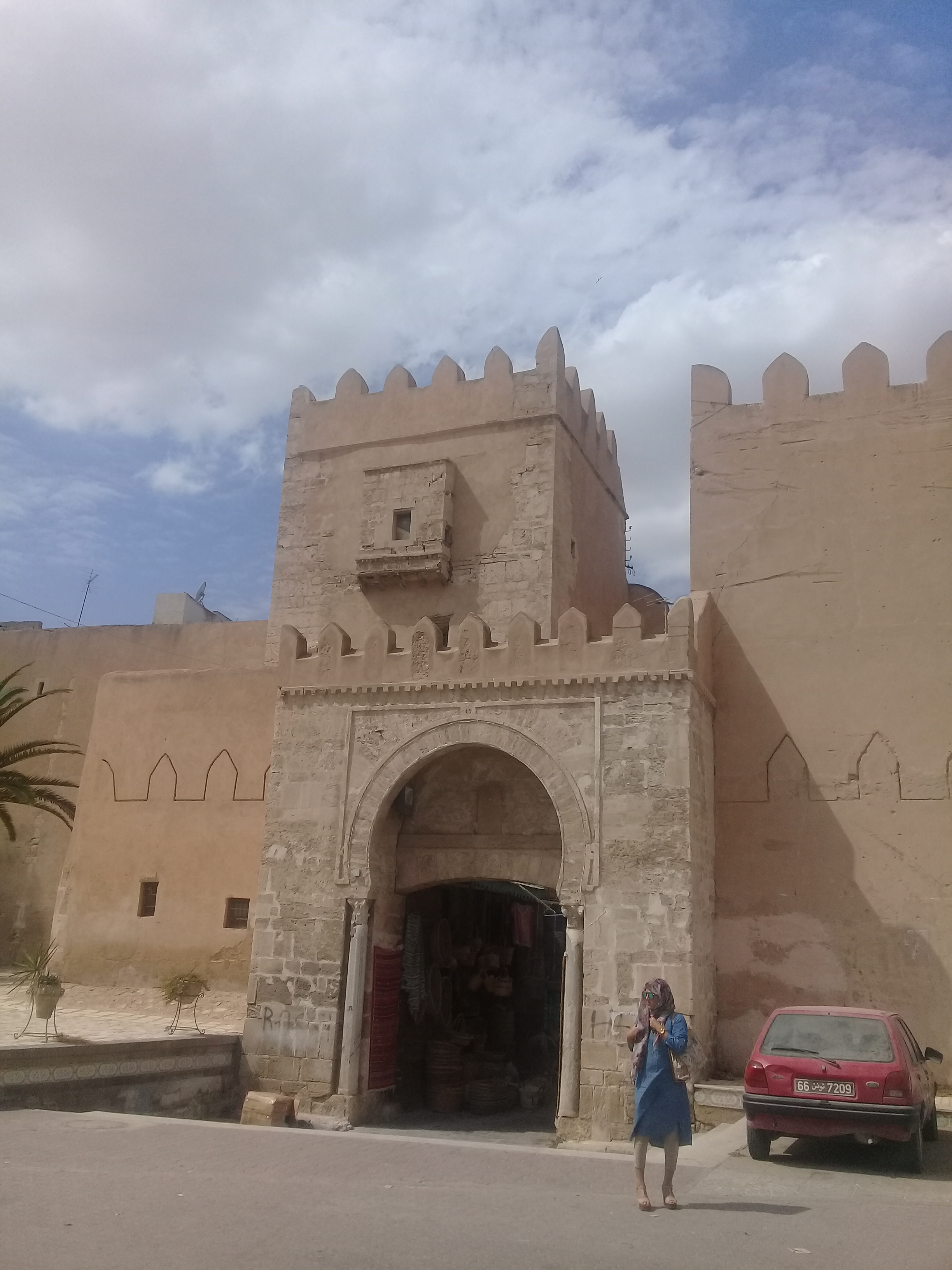
باب الديوان
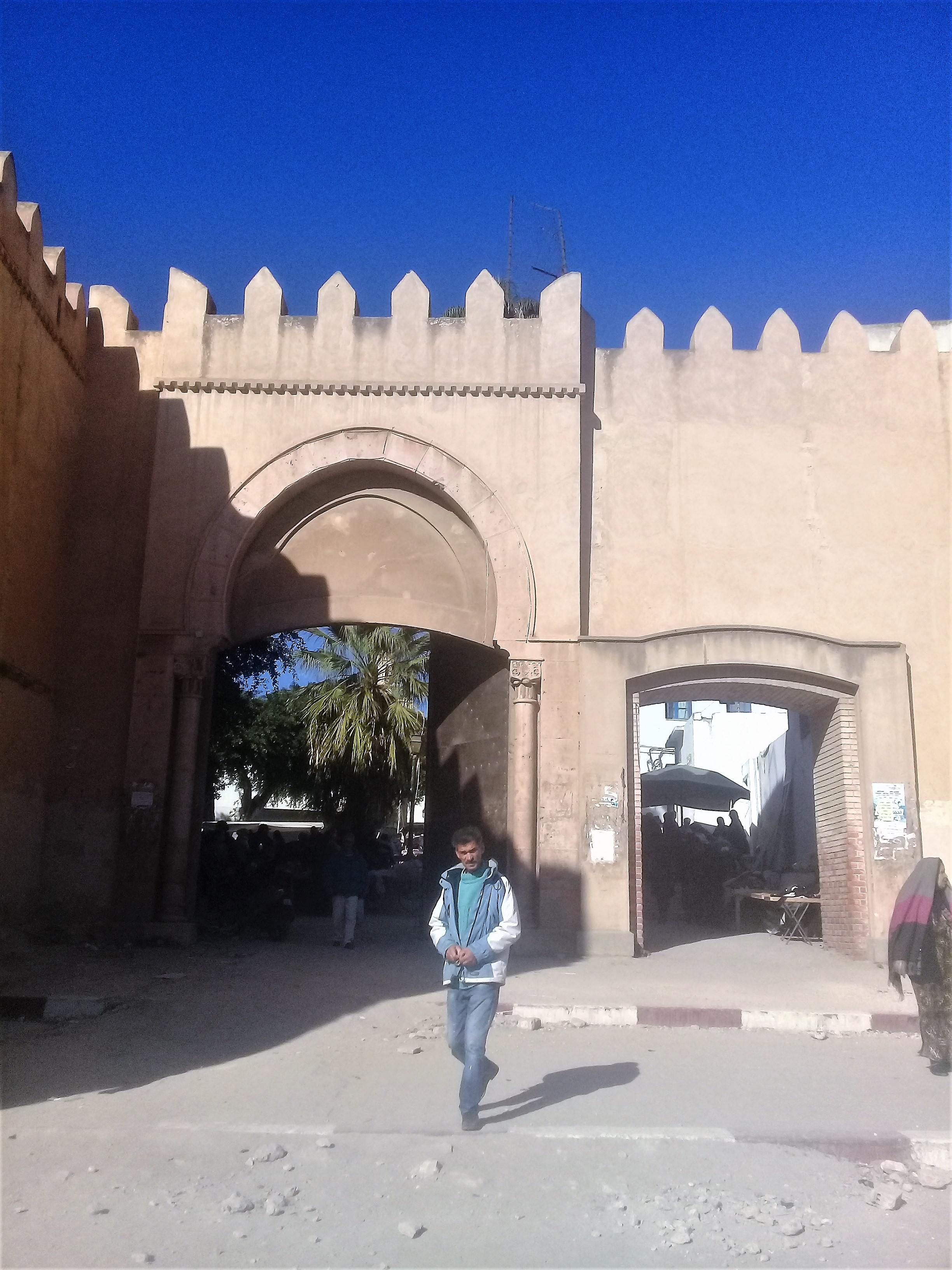
باب القصبة
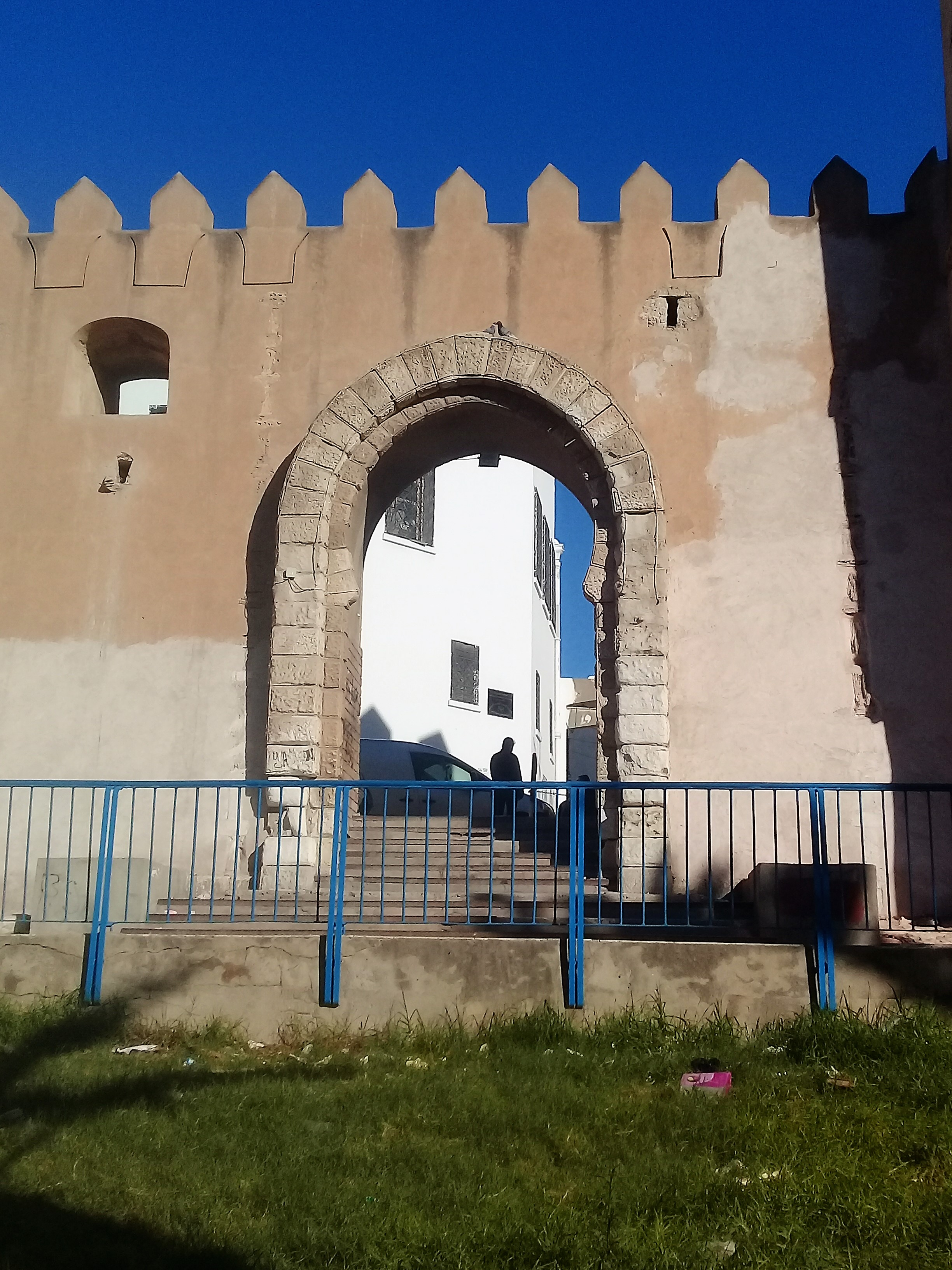
الباب الغربي

#### أبراجه

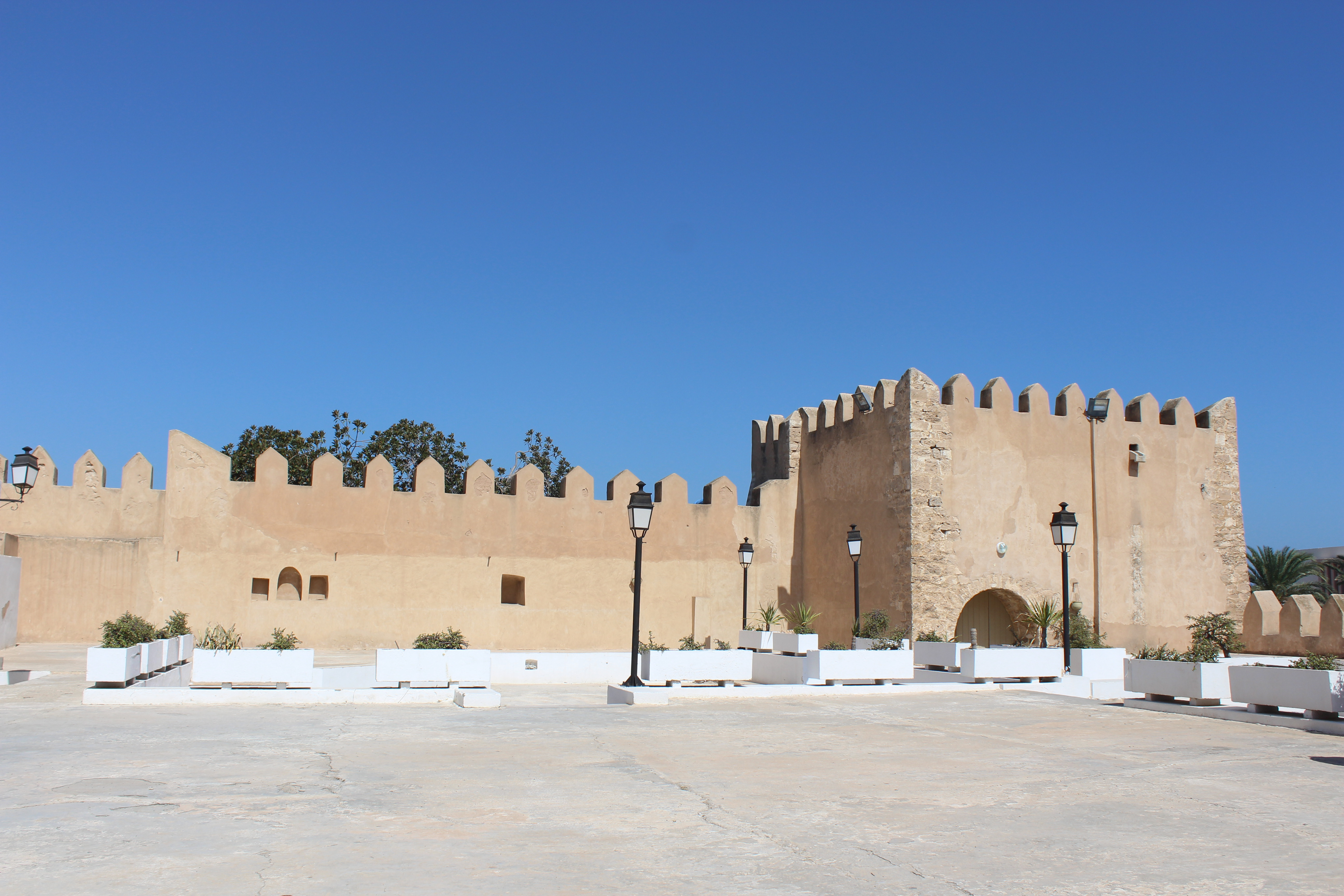
برج النار

للسور أبراج متعدّدة للدّفاع والمراقبة تتجاوز 60 برجا، بنيت في فترات تاريخية مختلفة، لذا نراها ذات أنماط مختلفة وتبدو تأثيرات مختلف الدّول التّي حكمت المدينة المعماريّة واضحة عليها، ومن هذه الأبراج 4 أبراج في أركان السّور هي:
- برج القصبة في الرّكن الجنوبي الغربي
- برج النار في الرّكن الجنوبي الشرقي
- برج للا مسعودة السمراء في الرّكن الشمالي الشرقي
- برج القصر في الرّكن الشمالي الغربي

كما توجد أبراج أخرى مهمّة ومعروفة على طول السّور منها  برج الرصاص وبرج المدفع وبرج باب الجبلي فوق باب الجبلي ورباط سيدي الظاهر ورباط تبانة ورباط الشيخ خنفير ورباط الشيخ المغبي.

### المعالم الدينية
تتسم المدينة العتيقة بصفاقس بكثرة المعالم الدينية فيها، ومنها الجوامع والزّوايا والمساجد والمصلّيات، وفي ما يلي أهمّ هذه المعالم:
- الجامع الكبير
- جامع سيدي علي الكراي وضريحه

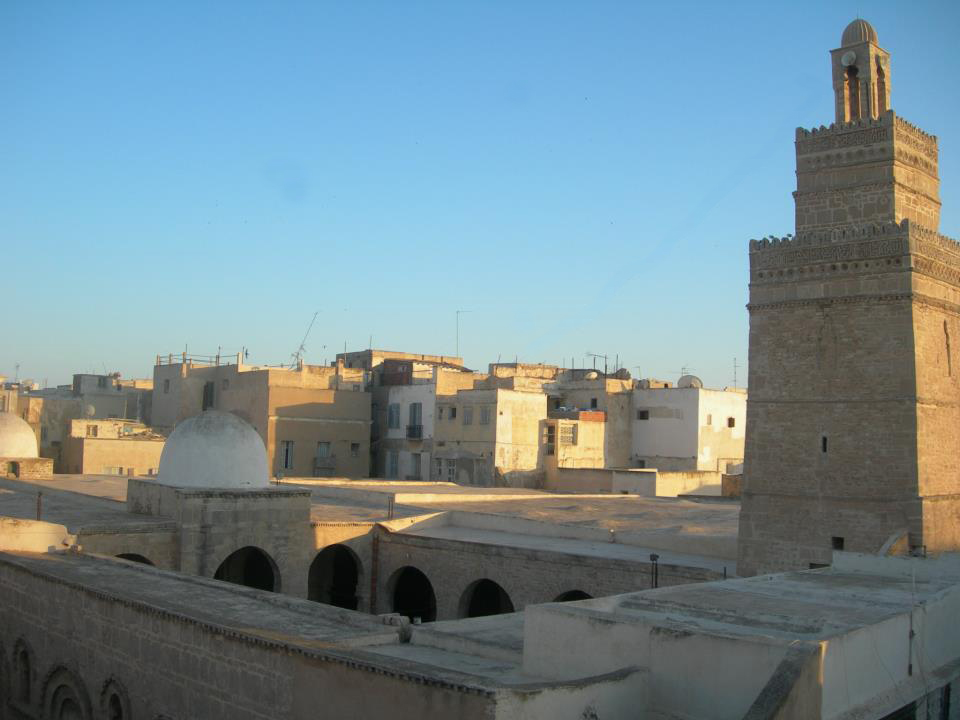
منظر عام للجامع الكبير

- جامع الدريبة (جامع أبي الحسن علي اللخمي)
- جامع سيدي إلياس
- جامع سيدي بوشويشة
- جامع سيدي عمر كمون
- جامع سيدي عبد المولى
- جامع سيدي الطباع
- جامع العجوزين
- مسجد سيدي علي النوري
- مصلى سيدي البحري
- مسجد سيدي عبد العزيز
- جامع سيدي اللخمي
- جامع الترك

### الزوايا
بالإضافة إلى دورها كمقابر للأولياء الصالحين، فإن جل الزوايا بالمدينة العتيقة لها وظائف دينية واجتماعية أخرى.
من أهم زوايا صفاقس يمكن أن نذكر:
- زاوية سيدي أبو الحسن الكراي
- زاوية سيدي عمر كمون
- زاوية سيدي سعادة
- زاوية سيدي علي النوري
- زاوية سيدي أبي الحسن اللخمي
- زاوية سيدي اللخمي (خارج الأسوار)

### الأسواق
عندما خطّطت مدينة صفاقس، وضعت الأسواق في الجهة الشّمالية منها، أي بين الجامع الكبير وباب الجبلي، ضمن نظام واضح: المهن الأثمن والأرقى أقرب إلى الجامع، وكلّما اقتربنا من أطراف المدينة كلّما أصبحت اختصاصات الأسواق ملوّثة أكثر ومزعجة أكثر، وفي ما يلي قائمة ببعض هذه الأسواق مرتّبة حسب قربها من الجامع:
- سوق الربع: وهو سوق مغطى تباع فيه الملابس الجاهزة.
- سوق الجمعة
- سوق الكامور
- سوق الفرياني: وهو سوق الخيوط والموادّ الّتي تستعمل في الخياطة
- سوق الجزارين
- سوق الفكاهين
- سوق بوشويشة:سمّي بهذا الاسم بسبب قربه من جامع بوشويشة، وتباع فيه الخضر والغلال
- سوق الطعمة: وهو سوق الصّوف، ولئن بقي السّوق موجودا، فقد اندثرت مهنته
- سوق الحدادين

كما توجد أسواق أخرى خارج السّور أو في أماكن أخرى من المدينة العتيقة تنتمي إلى النّسيج الاقتصادي الشّامل لها، وأهمّ هذه الأسواق سوق السّمك، أو كما يسمّى باللّهجة العامّيّة التّونسيّة «سوق الحوت»، وهو يقع شمال باب الجبلي ضمن مبنى شيّد في زمن الحماية الفرنسيّة بنمط معماريّ مشابه للسّور، ويدعى السّوق الجديد أو سوق قريعة
.

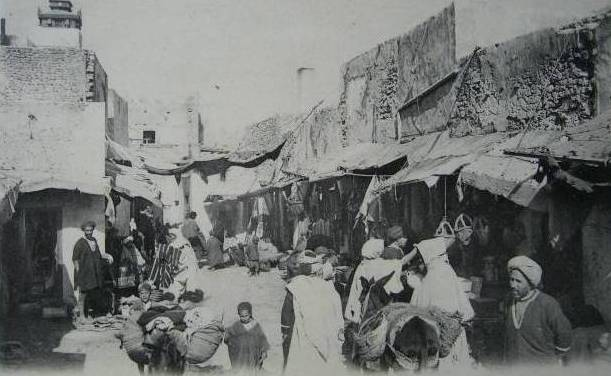
سوق الصباغين
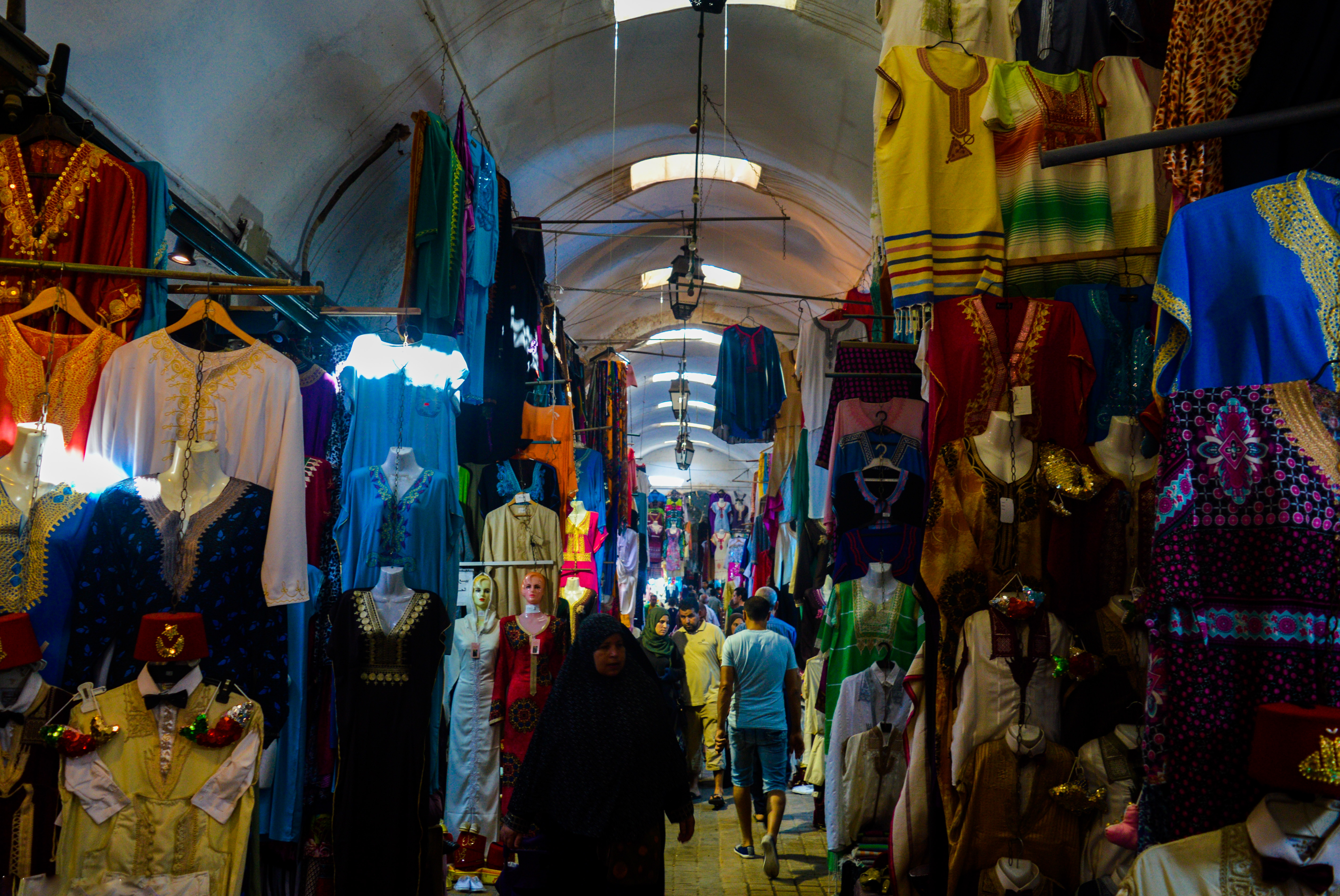
سوق الربع
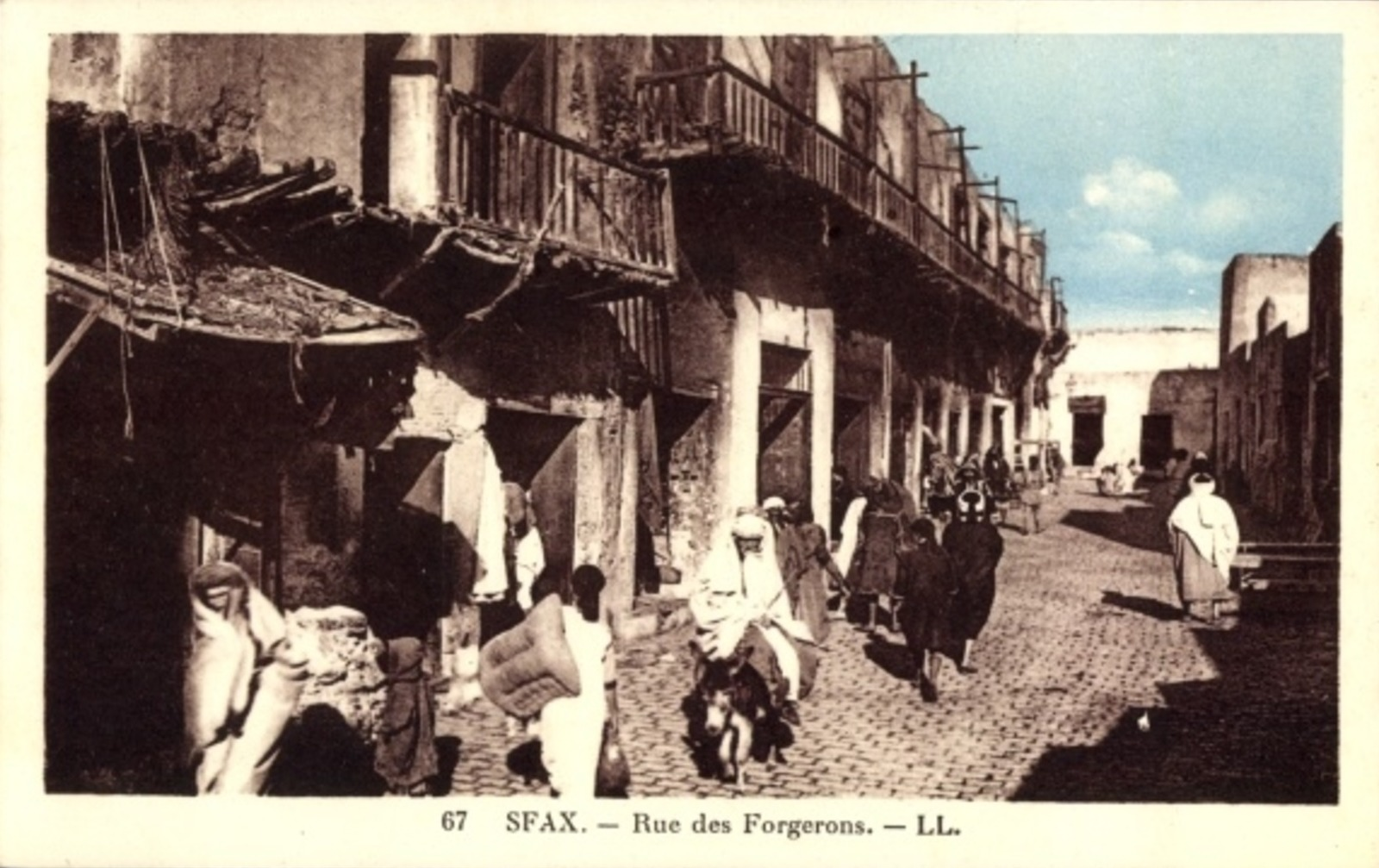
سوق الحدادين

### المتاحف
في المدينة العتيقة متحفان:
- متحف العمارة التّقليديّة في القصبة: وتعرض فيه فنون البناء التّقليدية لمدينة صفاقس وضواحيها.
- متحف الفنون والعادات الشّعبية في دار الجلولي: وقد أقيم في منزل عائلة الجلولي التي أنجبت أجيالا عديدة من قياد الحسينيين الذين تولّوا ولاية صفاقس، يوجد بالقرب من حمام السلطان.

### المنازل
تختص المنازل بالمدينة العتيقة بصفاقس بمساحتها الصغيرة وبتركيبتها المعمارية الموحدة. فكل دار بها سقيفة تؤدي عن طريق برطال (ممشى جانبي) إلى صحن مركزي تفتح عليه الغرف والمطبخ. هذه الغرف دائما ما تكون مستطيلة الشكل وذات سقف عال. وفي بعض الأحيان، يكون بها قبو (مكان استقبال الضيوف) أو مقصورتان جانبيتان. ومع تطور النسيج السكاني ابتداء من القرن 17, بدأ ظهور العلو كطابق أول في المنازل إما توسعة للدار وإما مسكنا مستقلا عن الدار الأصلية له مدخله الخاص إما من الشارع وإما من السقيفة الخارجية. كما أن معظم المنازل تتميز بواجهاتها الخالية من أي مظاهر زينة أو حتى شبابيك.
معظم المنازل الموجودة حاليا بالمدينة تعود للقرنين 17 و18حيث انتعش الاقتصاد المحلي الأمر الذي ساعد على التجديد المعماري. وقد تمّ تحويل بعضها إلى مصانع أو متاجر أو أسواق صغيرة، وبقي بعضها مغلقا على حاله.
من المنازل المعروفة الموجودة حاليا يمكن أن نذكر:
- دار الجلولي
- دار العذار
- دار كمون
- دار خماخم

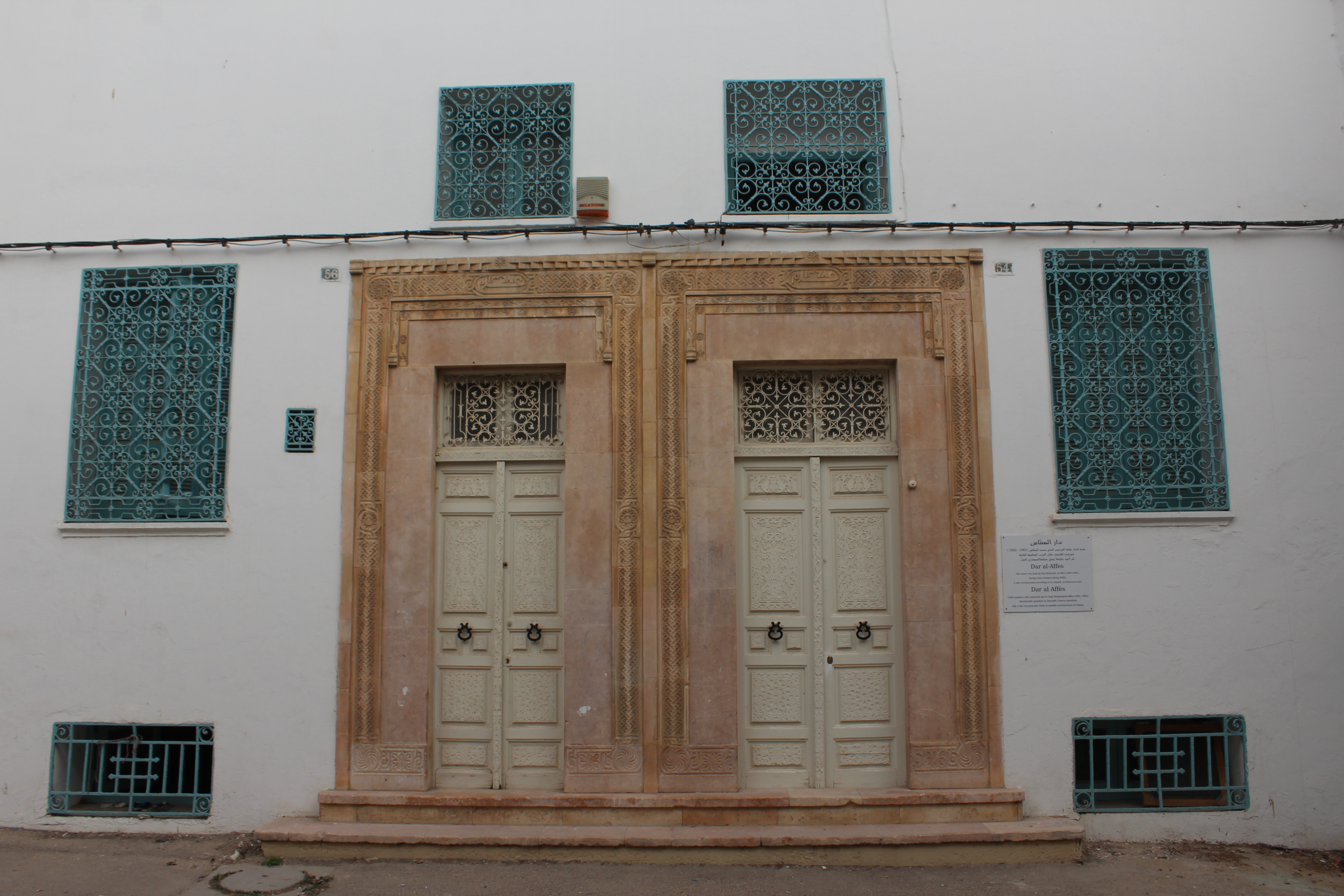
دار العفاس
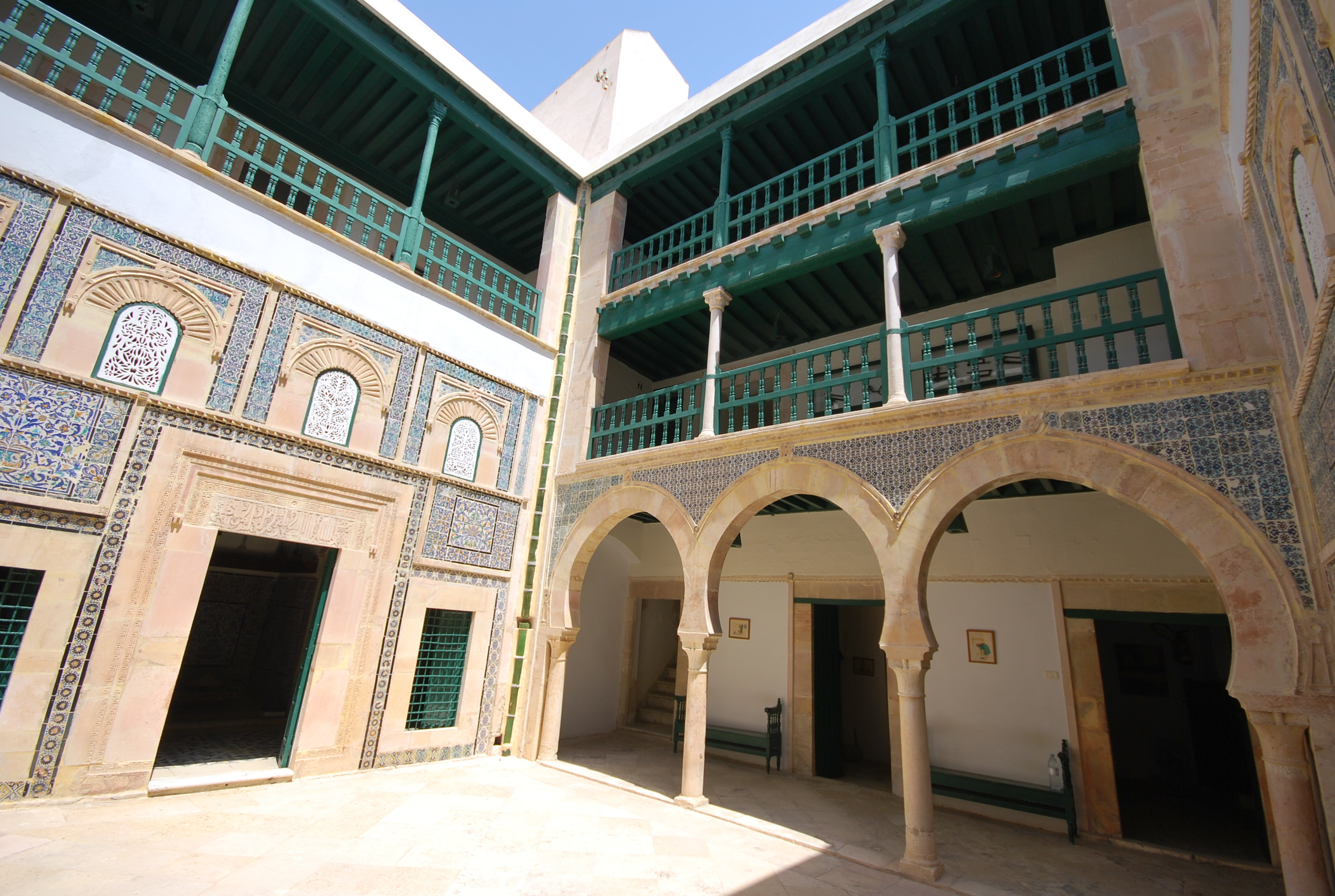
بهو دار الجلولي
سقف بهو دار القرآن

- دار القران  - واجهة دار العفاس
  - بهو دار الجلولي
  - سقف بهو دار القرآن

## حركية اقتصادية
تشتهر المدينة العتيقة بصفاقس بحركيتها الاقتصاديّة التي خلقتها أوّلا الأسواق المنتشرة فيها. وعلاوة على الأسواق، ففي المدينة العتيقة مهن لا توجد في أيّ مكان آخر في مدينة صفاقس، مما يدفع بالناس دوما للدّخول إلى المدينة العتيقة للبحث عن خدمة أو بضاعة ما. وهي تشتهر كذلك بزهد أثمانها مقارنة ببقية أجزاء المدينة.
أما ما ميز العقود الأخيرة اقتصاديا في المدينة العتيقة فهو اجتياح صانعي الأحذية لها، مما سبب لها مشكلا بيئيا كبيرا بسبب تلويث هذه الصناعة للمحيط وعدم وجود خطة واضحة للتخلص من الفضلات. كما أخذ هذا الاجتياح يهدد بعض المنازل والمعالم التاريخية بسبب سوء تعامل أصحاب هذه المهنة مع التراث وإهماله وحتّى ترميمه بطرق غير علمية في العديد من الحالات مما يفسد منظره وينزع عنه قيمته.

## تراث عالمي
تمّ ترشيح المدينة العتيقة بصفاقس من قبل الدولة التونسية للاتضمام إلى قائمة التراث العالمي منذ 17 فبراير (فيفري) 2012، ومنذ ذلك الوقت تظهر المدينة على القائمة التّمهيدية في انتظار استكمال إجراءات الانضمام.
في التاسع من ديسمبر 2019، تم تسجيل المدينة على اللائحة النهائية للتراث للمنظمة الإسلامية للتربية والعلوم والثقافة